# Mimagetocera flava
Mimagetocera flava es una especie de insecto coleóptero de la familia Chrysomelidae.
Fue descrita científicamente en 1904 por Jacoby.